# Abbaye Notre-Dame de Clairefontaine (Bouillon)
Pour les articles homonymes, voir Abbaye de Clairefontaine et Clairefontaine.
L'abbaye Notre-Dame de Clairefontaine, aussi appelée communément abbaye de Cordemois ou abbaye Notre-Dame de Cordemois, est située à Cordemois, en Belgique, dans la province de Luxembourg. C'est une abbaye de moniales cisterciennes dont l'acte de fondation remonte à 1845 à La Cour Pétral. Ses religieuses relevèrent, en 1933, la tradition de la vie monastique de l'abbaye de Clairefontaine, près d'Arlon, détruite par les troupes révolutionnaires françaises.

## Situation géographique
L'abbaye Notre-Dame de Clairefontaine est située au bord de la Semois, à Cordemois, lieu-dit situé à 3 km de la ville de Bouillon, en Belgique, dans la province de Luxembourg.

## Contexte religieux
Un monastère a été fondé en 1845 à la Cour Pétral, dans le diocèse de Chartres, et ses religieuses sont venues relever, en 1933, le titre de l'abbaye de Clairefontaine, elle-même fondée près d'Arlon au XIIIe siècle et détruite à la Révolution française en même temps que celle d'Orval.
À le suite de la résurrection d'Orval (1926-1935), les protagonistes font revivre également Clairefontaine dans un nouveau cadre : la vallée de la Semois.

## Historique

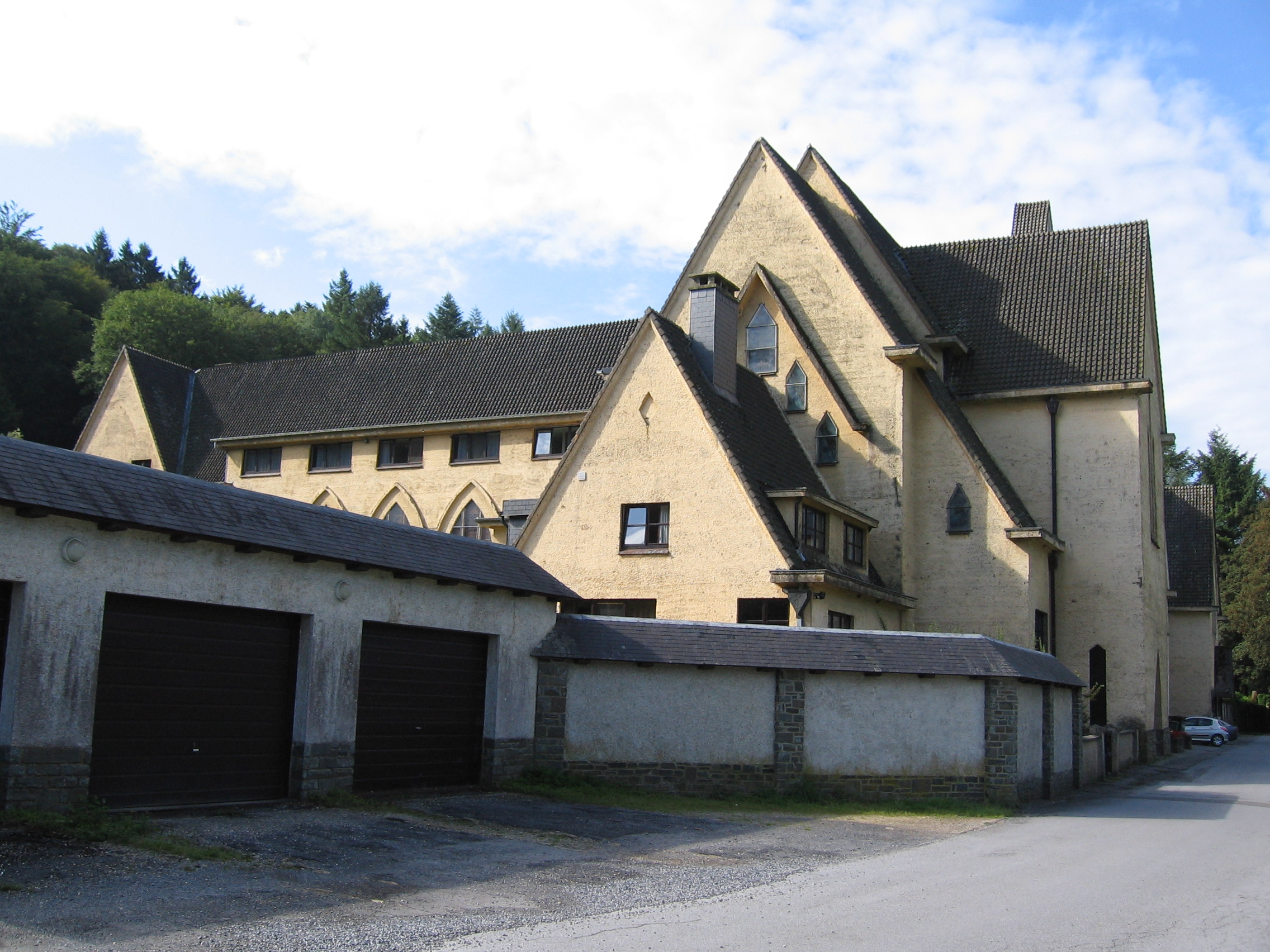

### Construction de l'abbaye
Les bâtiments modernes de l'abbaye sont une réalisation de l'architecte d'Orval, Henri Vaes (nl). Ils s'insèrent dans un site verdoyant. Henri Vaes en a dressé les plans en 1935, combinant harmonieusement l'ogival et le moderne.

### Fermeture
L'ordre cistercien de la Stricte Observance, représenté par Dom Armand Veilleux, abbé de l'abbaye de Scourmont, a annoncé en 2017 la fermeture de l'abbaye « suite à de graves tensions au sein de la communauté».

### Poursuite
Si l'abbaye cistercienne Notre-Dame de Clairefontaine ferme effectivement ses portes en 2024, un groupe de moniales décide toutefois de poursuivre une vie de travail et de prière dans celle qui est désormais nommée l'abbaye Notre-Dame de Cordemois.

## Patrimoine culturel
On peut voir des fresques dans le cloître extérieur menant à l'abbatiale, et des vitraux de Yoors et de Colpaert dans l'église. Des vitraux et une fresque de Géo De Vlamynck ornent le campanile.

## Activités des moniales
Les moniales de l'abbaye de Cordemois vivent selon la Règle de saint Benoît. Leurs activités sont partagées entre la prière communautaire, la lecture et le travail (biscuiterie et boulangerie). 